# Micropterix rothenbachii
Micropterix rothenbachii es una especie de lepidópterode la familia Micropterigidae. Son muy similares a Micropterix allionella.

## Distribución geográfica
Existen registros de esta especie en zonas boscosas de Italia, Austria, Suiza y Alemania. También fueron observadas en Croacia y Eslovenia.